# 長田肥前
長田 肥前（ながた ひぜん、生没年不詳）は、安土桃山時代頃の地侍。『伯耆民談記』や『因幡志』などに見える人物。『因幡志』には永田肥前と記されている。
生没年など詳しい経歴は不明であるが因幡国気多郡八葉寺村に住んでいた地侍である。
天正8年（1580年）8月の長和田の十三日崩れに参戦して敗れた南条方の山名氏豊とその従者・四宮源蔵を鳴滝村の山中または八葉寺村付近において福井興七郎ら一族30余人を率いて殺害した。この付近の村々には事前に吉川氏より落人を召し出すようにとの通達があり、史書によれば褒賞欲しさで行ったと言われている。